# Cessna
Cessna Aircraft Company (abreujat com Cessna) és una companyia que fabrica avions i Avionetes amb la seu central a Wichita (Kansas), Estats Units. Els seus productes principals són avions d'aviació general, és coneguda sobretot per fabricar avionetes. La companyia és subsidiària del conglomerat nord-americà Textron.

## Història
El juny de 1911 Clyde Cessna, un granger de Rago, Kansas va construir un aeroplà de fusta amb el qual va ser el primer a fer el trajecte entre el riu Mississipi i les muntanyes Rocoses. Poc temps després es traslladà a Wichita.
El 1924, Cessna s'associà amb Lloyd C. Stearman i Walter H. Beech per formar la companyia Travel Air, Inc., que fabricava biplans. El 1927, Clyde Cessna va deixar Travel Air i va formar la seva pròpia companyia: Cessna Aircraft Company. En lloc de fer biplans es va centrar en els monoplans.
Després de la segona Guerra Mundial Cessna creà el 170, el qual, junt amb els 172 i 182), va ser l'avió lleuger més fabricat de la història d'un total de 190.000 avions cessna fins al 2008.

## Llista d'aeronaus
- Cessna 172 Skyhawk (1955)
- Cessna 182 (1955)
- Cessna 206
- Cessna 208 Caravan (1982)
- Cessna 400 Corvalis (2004)
- Cessna Citation I
- Cessna Citation II
- Cessna 525
- Cessna 560XL
- Cessna 680
- Cessna 750
- Cessna O-1 Bird Dog (1949)

## Galeria

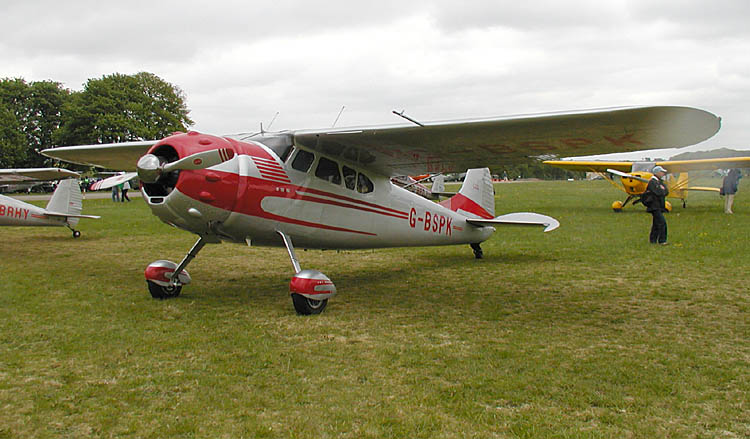
Cessna 195 del 1951
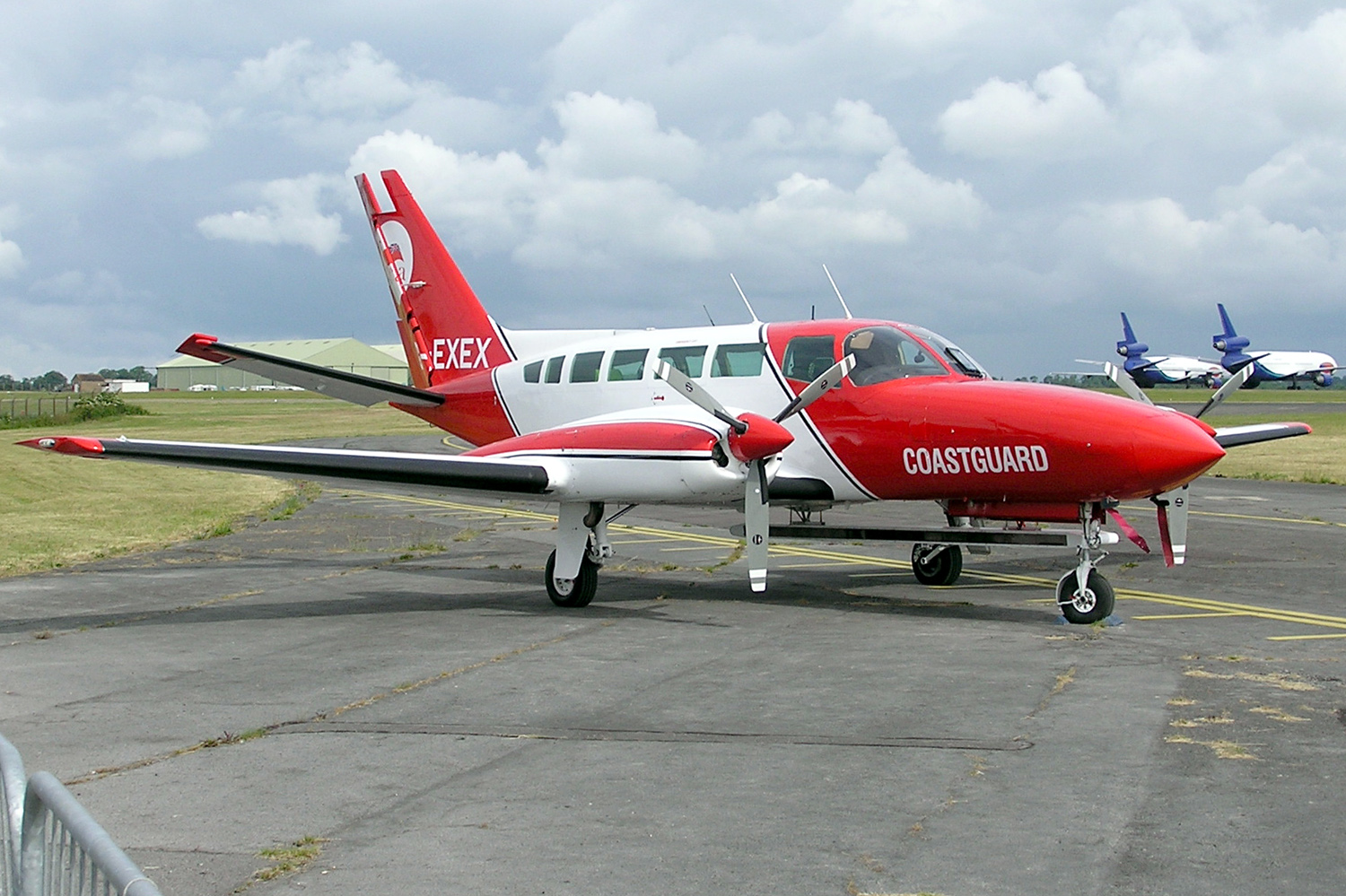
Cessna 404 del 1977
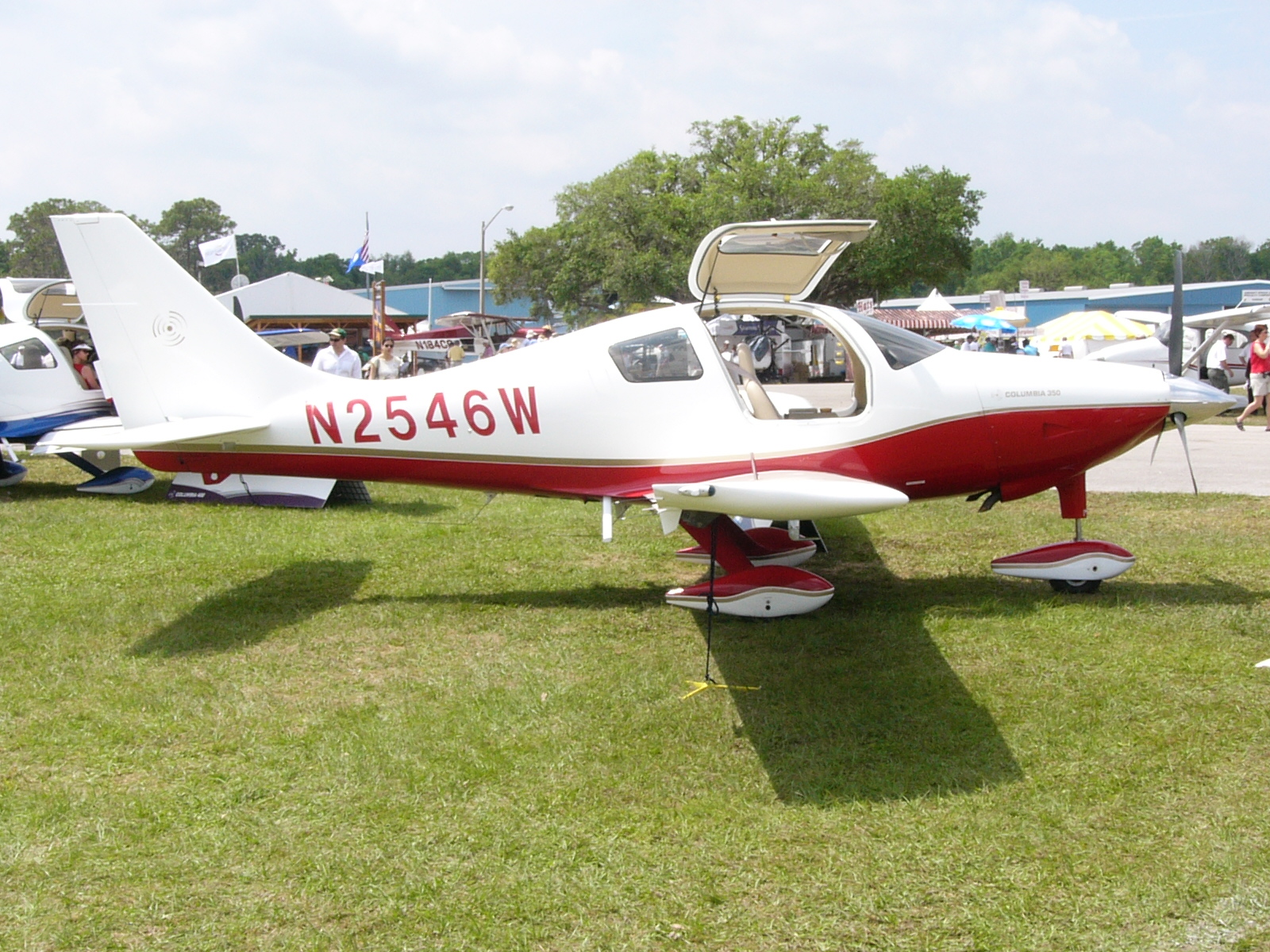
Cessna 350 al festival "Sun'n Fun" del 2006
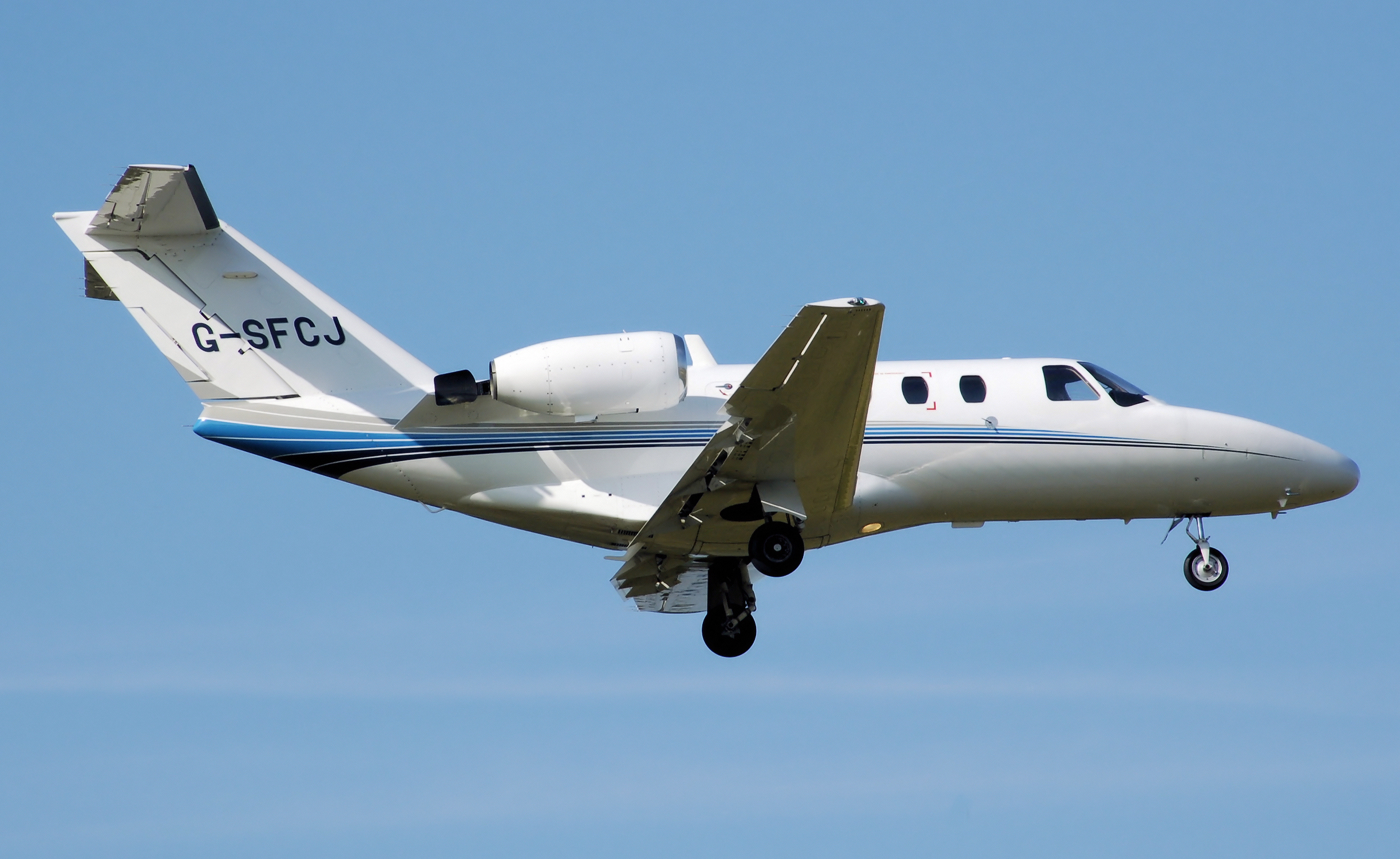
Cessna 525 CitationJet
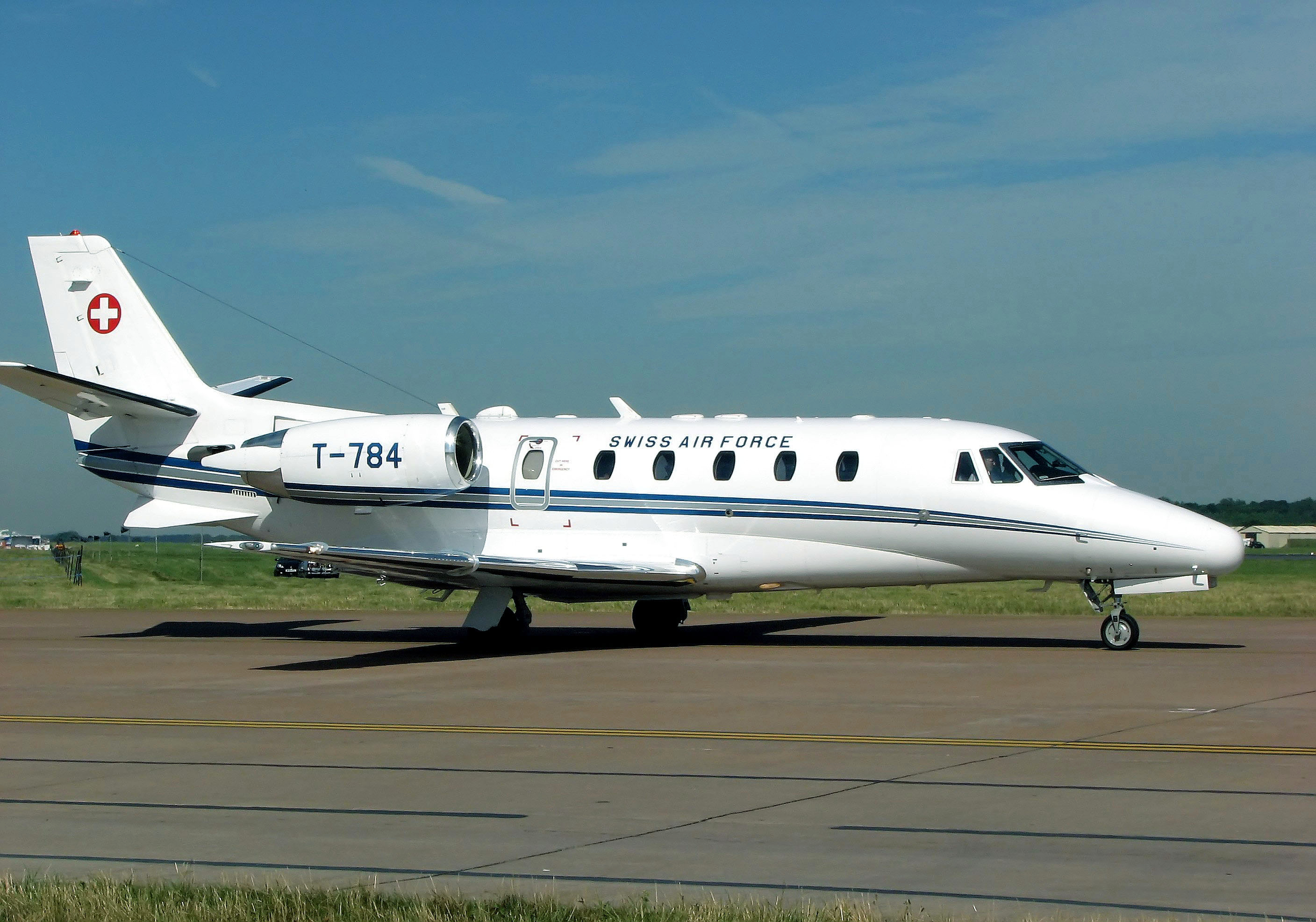
Cessna 560XL de l'exèrcit suís